# Toxocarpus rubricaulis
Toxocarpus rubricaulis är en oleanderväxtart som beskrevs av Adolph Daniel Edward Elmer. Toxocarpus rubricaulis ingår i släktet Toxocarpus och familjen oleanderväxter. Inga underarter finns listade i Catalogue of Life.